# Манакін малиновий
Манакін малиновий (Pipra aureola) — вид горобцеподібних птахів родини манакінових (Pipridae).

## Поширення
Вид поширений від північно-східної частини Венесуели через північні частини Гаяни, Суринаму і Французької Гвіани до східної частини бразильської Амазонії. Мешкає у підліску заплавних лісів та болотистих лісів до 300 м над рівнем моря.

## Підвиди
- Pipra aureola aureola (Linnaeus, 1758) — східна Венесуела, Гвіани та північний схід Бразилії.
- Pipra aureola flavicollis Sclater, 1851 — середньоамазонський регіон Бразилії.
- Pipra aureola aurantiicollis Todd, 1925 — область нижньої середньої Амазонії в західній частині штату Пара (Бразилія).
- Pipra aureola borbae J. T. Zimmer, 1936 — вздовж річки Мадейра (Бразилія).